# Национален отбор по футбол на Салвадор
Националният отбор по футбол на Ел Салвдор (на испански: Selección de fútbol de El Salvador) се контролира от Салвадорската футболна федерация и представя Ел Салвадор на международни срещи по футбол. Салвадорската футболна федерация е създадена през 1935 година. Отборът участва два пъти на Световно първенство по футбол, през 1970 и 1982. 